# Věra Zemanová
Věra Zemanová (* 4. května 1999 Ústí nad Labem) je česká zápasnice – judistka.

## Osobní život
Studovala Zdravotnickou školu v Ústí nad Labem. Od roku 2019 studuje tělesnou výchovu na Pedagogické fakultě UJEP, kterou v roce říjnu 2022 ukončila s titulem Bc.

## Sportovní kariéra
Pochází z obce Telnice nedaleko Ústí nad Labem a s judem začínala v 6 letech v ústeckém klubu Vyhlídka po vzoru svých rodičů. V roce 2011 přestoupila do většího klubu Judo Ústí nad Labem k Zdeňku Kaulfusovi. Od svých 15 let se připravuje vrcholově pod vedením Václava Prokeše mladšího v klubu ProSport v Teplicích. V české ženské reprezentaci se objevila poprvé v roce 2017 a stálou členkou reprezentace je od roku 2019 v lehké váhové kategorii do 57 kg. V roce 2020 vybojoval třetí místo na mistrovství Evropy do 23 let v chorvatské Poreči.

### Výsledky v judu
| Olympijské hry     |     | —   |     |     |     |     | —   |  |  |  |  |  |  |  |  |  |  |  |  |  |  |  |  |  |  |
| Mistrovství světa  | —   |     | —   | —   | —   |     | úč. |  |  |  |  |  |  |  |  |  |  |  |  |  |  |  |  |  |  |
| Evropské hry       | —   |     |     |     | —   |     |     |  |  |  |  |  |  |  |  |  |  |  |  |  |  |  |  |  |  |
| Mistrovství Evropy | —   | —   | —   | —   | —   | úč. | úč. |  |  |  |  |  |  |  |  |  |  |  |  |  |  |  |  |  |  |
| Univerziáda        |     |     | —   |     | —   |     | —   |  |  |  |  |  |  |  |  |  |  |  |  |  |  |  |  |  |  |
| ME do 23 let       | —   | —   | —   | —   | úč. | 3.  |     |  |  |  |  |  |  |  |  |  |  |  |  |  |  |  |  |  |  |
| MS juniorů         | —   |     | úč. | úč. | 5.  |     |     |  |  |  |  |  |  |  |  |  |  |  |  |  |  |  |  |  |  |
| ME juniorů         | —   | úč. | 5.  | úč. | úč. |     |     |  |  |  |  |  |  |  |  |  |  |  |  |  |  |  |  |  |  |
| EYOF               | úč. |     |     |     |     |     |     |  |  |  |  |  |  |  |  |  |  |  |  |  |  |  |  |  |  |
| MS dorostenců      | úč. |     |     |     |     |     |     |  |  |  |  |  |  |  |  |  |  |  |  |  |  |  |  |  |  |
| ME dorostenců      | úč. | 5.  |     |     |     |     |     |  |  |  |  |  |  |  |  |  |  |  |  |  |  |  |  |  |  |